# Ojos color sol
«Ojos color sol» es una canción del dúo puertorriqueño Calle 13 en colaboración con el cantautor y poeta cubano Silvio Rodríguez, para su cuarto álbum Multiviral. Fue lanzada en julio de 2014 como el cuarto sencillo de dicho disco por su discográfica independiente El Abismo.

## Vídeo musical
El videoclip fue dirigido por Kacho López y producido por Zapatero Films, y filmado en Colombia. Cuenta la historia de una pareja que explora y conoce el mundo a través de ellos mismos y lo hermoso que es el propio amor tanto de ellos como del universo. Durante el rodaje del mismo aparece el actor mexicano Gael García Bernal y la actriz y modelo española María Valverde.

## Lista de canciones

### Descarga digital[8]
| Ojos color Sol (feat. Silvio Rodríguez) — Single |                                           |          |  |
| N.º                                              | Título                                    | Duración |  |
| 1.                                               | «Ojos color Sol (feat. Silvio Rodríguez)» | 3:35     |  |